# Château de Flawinne
Le château de Flawinne (longtemps appelé Château David) est une demeure seigneuriale sise en Wallonie dans la partie septentrionale du village de Flawinne, près de Namur en Belgique. Construit au début du XVIIIe siècle il est classé au patrimoine immobilier de Wallonie, et appartient au domaine privé.
Les arbres bordant l'allée d'accès au château forment une remarquable 'Drève Flovana'. De grande dimension ces arbres peuvent être vus depuis les bâtiments du centre-ville de Namur.

## Histoire
Jean-Jacques d'Hinslin (anobli en 1678) met en chantier la construction du château de Flawinne sur le site de la ferme de la Cense rouge. L'édifice sera terminé au début du XVIIIe siècle par son fils, Albert Nicolas en 1711.
Deux siècles plus tard, il devient la propriété du chevalier David de Lossy. Le château en portera le nom durant un siècle.
En 1980, Le château et ses abords se dégradent mais sont classés. En 1986, le vicomte Olivier de Spoelberch en fait l'acquisition et entreprend de rénover le bâti et les jardins.

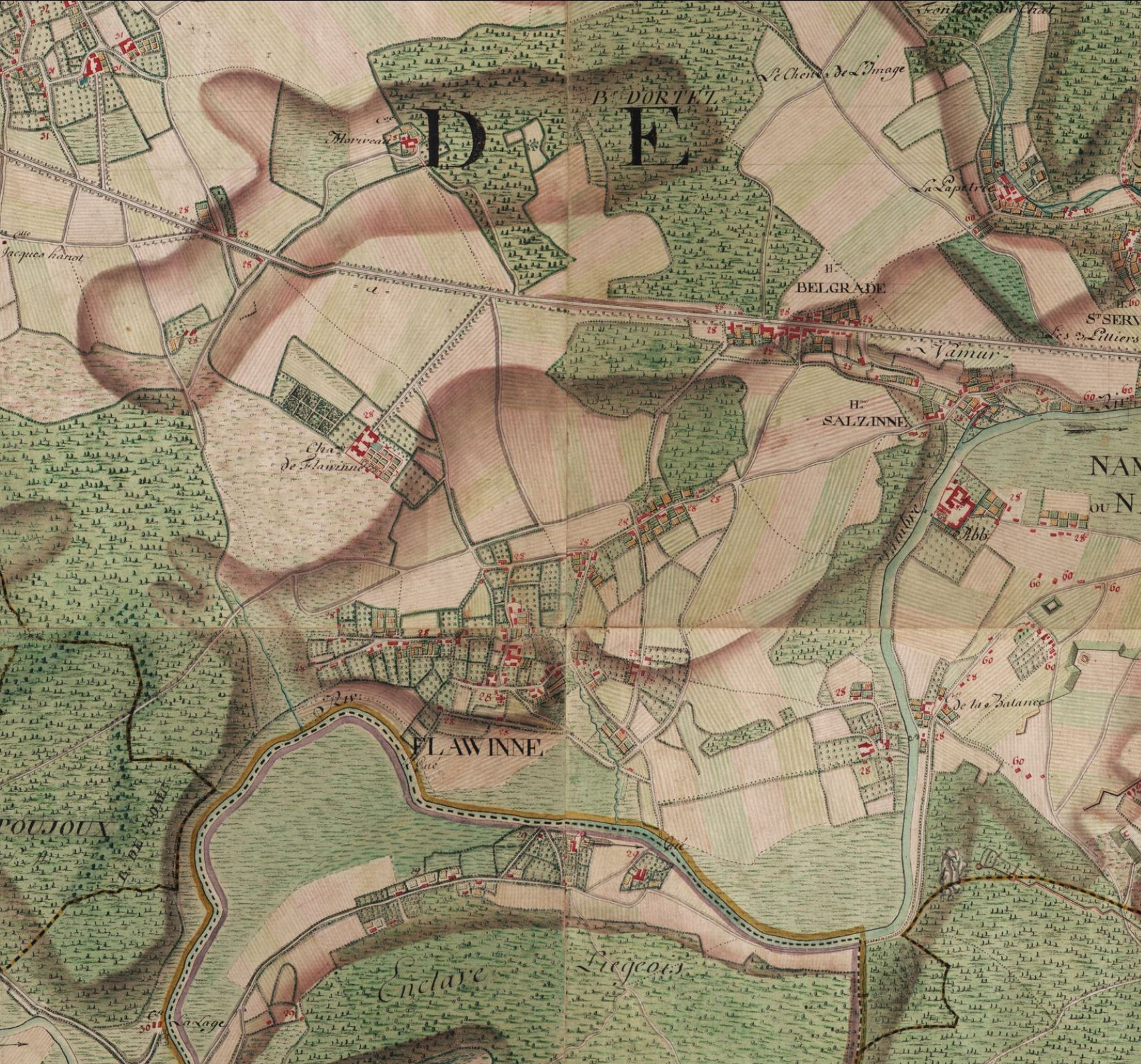
Le château se trouve déjà sur la carte de Ferraris de 1770

## Le château
Le bâti est édifié en briques et pierre bleue. Il se compose d'une aile principale et de pavillons. 
La cour intérieure carrée du château constitue également la première terrasse des jardins à la française qui en compte plusieurs autres. 
Face au château, des dépendances forment l'un des côtés de la cour de ferme attenante, où se trouve un puits à la ferronnerie remarquable. 
Cette ferme est construite en moellons calcaires tels qu'on en extrait dans les carrières affleurant des flancs du lit secondaire de la Meuse toute proche. 